# رول (ایندیانا)
رول (به انگلیسی: Roll) یک منطقهٔ مسکونی در ایالات متحده آمریکا است که در شهرستان بلکفورد، ایندیانا واقع شده‌است. رول ۲۶۴٫۸۷ متر بالاتر از سطح دریا واقع شده‌است.